# Wollmar Boström
Wollmar Filip Boström, född 15 juni 1878 i Överselö socken, Södermanlands län, död 7 november 1956, var en svensk kammarherre, diplomat, kabinettssekreterare och tennisspelare.

## Biografi
Boström var son till landshövding Filip Boström (1843–1908) och Pauline Sterky, brorson till statsminister Erik Gustaf Boström och filantropen Ebba Boström. Släkten Boström är en gren av släkten Laestadius. Modern avled 1883, och fadern gifte om sig med Augusta Sofie Tersmeden. Wollmar Boström gifte sig 1907 med Gertrud Wennerberg, som var dotter till överste Sune G:son Wennerberg och friherrinnan Ellis Rehbinder.
Efter att Wollmar Boström blivit jur.kand. vid Uppsala universitet 1903 anställdes han vid Utrikesdepartementet. Hans första stora uppdrag var som attaché i Paris 1905. Året därefter utsågs han till andre sekreterare i UD, och 1908 till förste sekreterare. 1910–1913 var han kung Gustaf V:s handsekreterare och var 1912–1914 även sekreterare i UD:s antagningskommission. 1913 utsågs han till legationssekreterare vid ambassaden i London, tre år senare legationsråd. Han återkom 1918 till Sverige som kabinettssekreterare och innehade den posten till 1922, varefter han var Sveriges envoyé i Madrid och Lissabon 1922–1925 och i Washington, D.C. 1925–1945.
År 1914 utnämndes han till kammarherre. Han var hedersdoktor vid University of Delaware, University of Pennsylvania, New York University, Rutgers University i New Jersey, Augustana College och Upsala College.

## Boström som tennisspelare
Wollmar Boström var under sin tid en av Sveriges bästa tennisspelare. Han tog brons i dubbel inomhus i OS i London 1908, och var svensk mästare i singel utomhus 1902 och 1909, singel inomhus 1905 och 1909, och dubbel inomhus 1912. Hans medspelare var Gunnar Setterwall. Boström var ordförande i Svenska Tennisförbundet 1909–1913.

## Utmärkelser

### Svenska utmärkelser
- Konung Gustaf V:s jubileumsminnestecken med anledning av 90-årsdagen, 1948.[3]
- Konung Gustaf V:s jubileumsminnestecken med anledning av 70-årsdagen, 1928.[4]
- Kommendör med stora korset av Nordstjärneorden, 6 juni 1929.[5]
- Kommendör av första klassen av Nordstjärneorden, 6 juni 1921.[6]
- Kommendör av andra klassen av Nordstjärneorden, 5 juni 1920.[7]
- Riddare av Nordstjärneorden, 1916.[8]
- Riddare av första klassen av Vasaorden, 1911.[9]

### Utländska utmärkelser
- Storkorset av Danska Dannebrogorden, tidigast 1921 och senast 1925.[10][11]
- Kommendör av första graden av Danska Dannebrogorden, tidigast 1918 och senast 1921.[10][12]
- Riddare av Danska Dannebrogorden, senast 1910.[13]
- Storkorset av Finlands Lejons orden, tidigast 1945 och senast 1947.[14][15]
- Storkorset av Nederländska Oranien-Nassauorden, tidigast 1921 och senast 1925.[10][11]
- Storofficer av Nederländska Oranien-Nassauorden, tidigast 1918 och senast 1921.[10][12]
- Storkorset av Polska Polonia Restituta, tidigast 1921 och senast 1925.[10][11]
- Storkorset av Portugisiska Kristusorden, tidigast 1925 och senast 1928.[11][16]
- Storkorset av Spanska Isabella den katolskas orden, tidigast 1925 och senast 1928.[11][16]
- Första klassen av Chilenska förtjänsttecknet, tidigast 1918 och senast 1921.[10][12]
- Kommendör av första klassen av Finlands Vita Ros’ orden, tidigast 1918 och senast 1921.[10][12]
- Kommendör med stjärna av Norska Sankt Olavs orden, tidigast 1918 och senast 1921.[10][12]
- Första klassen av Ungerska förtjänstkorset, tidigast 1925 och senast 1928.[11][16]
- Storofficer av Bulgariska Sankt Alexanderorden, tidigast 1921 och senast 1925.[10][11]
- Storofficer av Peruanska Solorden, tidigast 1921 och senast 1925.[10][11]
- Kommendör av andra klassen av Badiska Zähringer Löwenorden, tidigast 1910 och senast 1915.[13][17]
- Kommendör av Italienska Kronorden, tidigast 1910 och senast 1915.[13][17]
- Kommendör av Rumänska kronorden, tidigast 1910 och senast 1915.[13][17]
- Riddare av andra klassen av Ryska Sankt Stanislausorden, senast 1910.[13]
- Tredje klassen av Osmanska rikets Meschidie-orden, senast 1910.[13]
- Officer av Franska Hederslegionen, senast 1910.[13]
- Officer av Österrikiska Frans Josefsorden, senast 1910.[13]
- Riddare av tredje klassen av Preussiska Röda örns orden, senast 1910.[13]
- Ledamot (fjärde klassen) av Brittiska Victoriaorden, senast 1910.[13]